# Numerus currens
Numerus currens är en metod som använts framförallt i bibliotek och arkiv för att ställa upp dokument. Dokumenten ordnas efter en löpande nummersvit (till skillnad från alfabetisk ordning). Metoden används vanligtvis i kombination med ämnesuppställning. Då de numera digitala katalogerna möjliggör browsing har metoden blivit allt vanligare.

## Fördelar
Varje dokument får en given plats vilket förbättrar ordningen och gör det lättare att finna böcker som redan sökts upp i katalogen.
Det går lättare att lägga till nya dokument utan att behöva flytta stora hyllmängder dokument.

## Nackdelar
Att bläddra i hyllorna försvåras då ämnesavgränsningen vanligtvis försämras.
Verk av samma författare sprids ut, i likhet med ämnesuppställning (om en författare skriver inom flera fält).